# Championnat de Thaïlande de football
Le championnat de Thaïlande de football a été créé en 1964.
Il devient professionnel lors de la saison 1996-1997 avec la création d'un championnat au niveau national, avec une poule unique de 18 équipes. Le nombre d'équipes engagées a varié au cours des saisons suivantes pour s'établir à 16 clubs depuis la saison 2019.

## Palmarès

### Division 1
- 1964 : Bangkok Bank
- 1965 : vainqueur inconnu
- 1966 : Bangkok Bank
- 1967 : Bangkok Bank
- 1968 : Royal Thai Police
- 1969 : Bangkok Bank
- 1970 : Bangkok Bank
- 1971 : Rajvithi
- 1972 : Rajpracha et Nukora (titre partagé)
- 1973 : Rajvithi, Rajpracha et Nukora (titre partagé)
- 1974 : Port Authority of Thailand
- 1975 : Rajvithi
- 1976 : Port Authority of Thailand
- 1977 : Rajvithi
- 1978 : Port Authority of Thailand
- 1979 : Port Authority of Thailand
- 1980 : Rajpracha
- 1981 : Bangkok Bank
- 1982 : Rajpracha
- 1983 : Army United Football Club
- 1984 : Bangkok Bank 2-1 Krung Thai Bank
- 1985 : Port Authority of Thailand 1-1 (4 t.a.b. à 3) Bangkok Bank
- 1986 : Bangkok Bank 1-0 Rajpracha
- 1987 : Royal Thai Air Force
- 1988 : Krung Thai Bank
- 1989 : Bangkok Bank
- 1990 : Thai Farmers Bank FC
- 1991 : Port Authority of Thailand
- 1992 : Thai Farmers Bank FC 0-0 Bangkok Bank (TFB gagne aux tirs au but)
- 1993 : Thai Farmers Bank FC
- 1994 : Bangkok Bank
- 1995 : Thai Farmers Bank FC
- 1995-1996 : Bangkok Bank

### Thai Premier League
| Saison  | Champion                  | Vice-champion              | 3e place                   | 4e place                   |
| ------- | ------------------------- | -------------------------- | -------------------------- | -------------------------- |
| 1996/97 | Bangkok Bank              | Stock Exchange of Thailand | TOT FC                     |                            |
| 1997    | Royal Thai Air Force      | Sinthana FC                | Bangkok Bank               | Port Authority of Thailand |
| 1998    | Sinthana FC               | Royal Thai Air Force       | BEC Tero Sasana            | Port Authority of Thailand |
| 1999    | Royal Thai Air Force      | Port Authority of Thailand | BEC Tero Sasana            | Osotsapa M-150             |
| 2000    | BEC Tero Sasana           | Royal Thai Air Force       | Thai Farmers Bank FC       |                            |
| 2001/02 | BEC Tero Sasana           | Osotsapa M-150             | Bangkok Bank               | Royal Thai Air Force       |
| 2002/03 | Krung Thai Bank           | BEC Tero Sasana            | Port Authority of Thailand | Bangkok Bank               |
| 2003/04 | Krung Thai Bank           | BEC Tero Sasana            | Osotsapa M-150             | Bangkok University         |
| 2004/05 | Thailand Tobacco Monopoly | PEA                        | Osotsapa M-150             | Port Authority of Thailand |
| 2006    | Bangkok University        | Osotsapa M-150             | BEC Tero Sasana            | Thailand Tobacco Monopoly  |
| 2007    | Chonburi FC               | Krung Thai Bank            | BEC Tero Sasana            | Bangkok University         |
| 2008    | Buriram PEA FC            | Chonburi FC                | BEC Tero Sasana            | Osotsapa M-150             |
| 2009    | Muangthong United         | Chonburi FC                | Bangkok Glass FC           | BEC Tero Sasana            |
| 2010    | Muangthong United         | PEA                        | Chonburi FC                | Port Authority of Thailand |
| 2011    | Buriram PEA FC            | Chonburi FC                | Muangthong United          | Pattaya United FC          |
| 2012    | Muangthong United         | Chonburi FC                | BEC Tero Sasana            | Buriram PEA FC             |
| 2013    | Buriram United            | Muangthong United          | Chonburi FC                | Suphanburi FC              |
| 2014    | Buriram United            | Chonburi FC                | BEC Tero Sasana            | Ratchaburi FC              |
| 2015    | Buriram United            | Muangthong United          | Suphanburi FC              | Chonburi FC                |

### Thai League
| Saison    | Champion          | Vice-champion     | 3e place         | 4e place          |
| --------- | ----------------- | ----------------- | ---------------- | ----------------- |
| 2016      | Muangthong United | Bangkok United    | Bangkok Glass    | Buriram United    |
| 2017      | Buriram United    | Muangthong United | Bangkok United   | Chiangrai United  |
| 2018      | Buriram United    | Bangkok United    | Port             | Muangthong United |
| 2019      | Chiangrai United  | Buriram United    | Port             | Bangkok United    |
| 2020-2021 | BG Pathum United  | Buriram United    | Port             | Chiangrai United  |
| 2021-2022 | Buriram United    | BG Pathum United  | Bangkok United   | Muangthong United |
| 2022-2023 | Buriram United    | Bangkok United    | Port             | Muangthong United |
| 2023-2024 | Buriram United    | Bangkok United    | Port             | BG Pathum United  |
| 2024-2025 | Buriram United    | Bangkok United    | BG Pathum United | Ratchaburi        |